# Selección de fútbol de las Islas Marianas del Norte
La selección de fútbol de las Islas Marianas del Norte, es el equipo que representa a nivel internacional a ese territorio y es controlado por la Asociación de Fútbol de las Islas Marianas del Norte. Es un miembro pleno de la EAFF y la AFC desde el 2020, pero no pertenece a la FIFA, aunque en 2021 pidió el ingreso a la FIFA, solicitud que actualmente se encuentra en proceso. Dentro del grupo de selecciones de la AFC es una de las más débiles de la confederación ya que la mayoría de sus partidos terminan con derrotas o goleadas en contra, consiguió su primera victoria como miembro de la AFC en el 2014 frente a Macao por 2:1.

## Historia
Participó por primera vez a nivel internacional como un equipo invitado en el Festival de la Juventud Sub-14 que se realizó en julio de 2006 en Pekín. En diciembre de 2006, el EAFF admitió las Islas Marianas del Norte como miembro provisional y la concesión de la plena adhesión fue en septiembre de 2008.
Hasta el año 2009, el primer equipo sólo había competido contra Guam en el Campeonato del este de Asia de Fútbol del 2008 y la tradicional Copa de las Marianas que se realiza todos los años. El proceso de calificación para el Campeonato del este de Asia de Fútbol de 2010 fue cambiado y así jugaron la fase pre-clasificatoria en Guam.
En julio de 2009 la AFC estuvo de acuerdo en aceptar a Islas Marianas del Norte como miembro asociado de la Confederación Asiática de Fútbol, después de que la asociación renunció a la OFC en junio de 2009, allanando el camino para unirse a la AFC. El 9 de diciembre de 2020 la NMIFA fue admitida como un miembro de pleno derecho en el congreso 30° de la AFC y el 29 de octubre de 2021 pidió el ingreso a la FIFA, cuya incorporación y aceptación esta en proceso.
El 19 de junio de 2010, las Islas Marianas del Norte consiguieron un empate 1-1 contra de Guam , en la Copa de las Marianas. El partido terminó en empate, ya que no había luz suficiente para continuar el partido después del final del tiempo reglamentario. Joe Wang Miller anotó para las Islas Marianas del Norte en el minuto 68 y Jason Cunliffe marcó en el minuto 89 para Guam.
El 23 de julio de 2014 fue un día histórico para la selección, porque obtuvo su primera victoria desde que se hizo miembro de la AFC, venciendo a Macao por un marcador de 2-1 gracias a los goles de Nicolas Swaim a los 38 minutos y Kirk Schuler a los 65, además del descuento de Pang Chi Hang para Macao. Este fue un partido válido por la fase clasificatoria del Campeonato de Fútbol de Asia Oriental de 2015.

## Estadísticas

### Copa de las Naciones de la OFC
Islas Marianas del Norte fue parte de la OFC hasta 2009.
| Copa de las Naciones de la OFC | Copa de las Naciones de la OFC | Copa de las Naciones de la OFC | Copa de las Naciones de la OFC | Copa de las Naciones de la OFC | Copa de las Naciones de la OFC | Copa de las Naciones de la OFC | Copa de las Naciones de la OFC |
| Año                            | Ronda                          | J                              | G                              | E                              | P                              | GF                             | GC                             |
| ------------------------------ | ------------------------------ | ------------------------------ | ------------------------------ | ------------------------------ | ------------------------------ | ------------------------------ | ------------------------------ |
| 1973 - 2004                    | No existía la selección        | No existía la selección        | No existía la selección        | No existía la selección        | No existía la selección        | No existía la selección        | No existía la selección        |
| 2008                           | No participó                   | No participó                   | No participó                   | No participó                   | No participó                   | No participó                   | No participó                   |
| Total                          | 0/8                            | -                              | -                              | -                              | -                              | -                              | -                              |

### Copa Asiática
Islas Marianas del Norte comenzó a jugar en la AFC desde 2009.
| Copa Asiática | Copa Asiática | Copa Asiática | Copa Asiática | Copa Asiática | Copa Asiática | Copa Asiática | Copa Asiática |
| Año           | Ronda         | J             | G             | E             | P             | GF            | GC            |
| ------------- | ------------- | ------------- | ------------- | ------------- | ------------- | ------------- | ------------- |
| 2011          | No participó  | No participó  | No participó  | No participó  | No participó  | No participó  | No participó  |
| 2015          | No clasificó  | No clasificó  | No clasificó  | No clasificó  | No clasificó  | No clasificó  | No clasificó  |
| 2019          | No participó  | No participó  | No participó  | No participó  | No participó  | No participó  | No participó  |
| 2023          | No participó  | No participó  | No participó  | No participó  | No participó  | No participó  | No participó  |
| 2027          | Se retiró     | Se retiró     | Se retiró     | Se retiró     | Se retiró     | Se retiró     | Se retiró     |
| Total         | 0/5           | -             | -             | -             | -             | -             | -             |

### Juegos de la Micronesia
| Juegos de la Micronesia | Juegos de la Micronesia | Juegos de la Micronesia | Juegos de la Micronesia | Juegos de la Micronesia | Juegos de la Micronesia | Juegos de la Micronesia | Juegos de la Micronesia |
| Año                     | Ronda                   | J                       | G                       | E                       | P                       | GF                      | GC                      |
| ----------------------- | ----------------------- | ----------------------- | ----------------------- | ----------------------- | ----------------------- | ----------------------- | ----------------------- |
| 1998                    | Campeón                 | 6                       | 5                       | 0                       | 1                       | 43                      | 5                       |
| 2001                    | No participó            | No participó            | No participó            | No participó            | No participó            | No participó            | No participó            |
| 2014                    | No participó            | No participó            | No participó            | No participó            | No participó            | No participó            | No participó            |
| 2018                    | No participó            | No participó            | No participó            | No participó            | No participó            | No participó            | No participó            |
| Total                   | 1/4                     | 6                       | 5                       | 0                       | 1                       | 43                      | 5                       |

### Fútbol en los Juegos del Pacífico
| Fútbol en los Juegos del Pacífico | Fútbol en los Juegos del Pacífico | Fútbol en los Juegos del Pacífico | Fútbol en los Juegos del Pacífico | Fútbol en los Juegos del Pacífico | Fútbol en los Juegos del Pacífico | Fútbol en los Juegos del Pacífico | Fútbol en los Juegos del Pacífico |
| Año                               | Ronda                             | J                                 | G                                 | E                                 | P                                 | GF                                | GC                                |
| --------------------------------- | --------------------------------- | --------------------------------- | --------------------------------- | --------------------------------- | --------------------------------- | --------------------------------- | --------------------------------- |
| 2003 - 2019                       | No participó                      | No participó                      | No participó                      | No participó                      | No participó                      | No participó                      | No participó                      |
| 2023                              | Fase de grupos                    | 4                                 | 1                                 | 0                                 | 3                                 | 5                                 | 19                                |
| 2027                              | Por definir                       | Por definir                       | Por definir                       | Por definir                       | Por definir                       | Por definir                       | Por definir                       |
| Total                             | 1/6                               | 4                                 | 1                                 | 0                                 | 3                                 | 5                                 | 19                                |

## Últimos partidos y próximos encuentros
Actualizado al último partido jugado el 23 de diciembre de 2024
| Fecha      | Ciudad      | Local           | Resultado | Visitante      | Competición              |
| ---------- | ----------- | --------------- | --------- | -------------- | ------------------------ |
| 22-02-2022 | Agaña       | Guam            | 3:2       | Islas Marianas | Partido amistoso         |
| 18-11-2023 | Honiara     | Fiyi            | 10:0      | Islas Marianas | Juegos del Pacífico 2023 |
| 24-11-2023 | Honiara     | Tahití          | 5:0       | Islas Marianas | Juegos del Pacífico 2023 |
| 26-11-2023 | Honiara     | Samoa Americana | 0:4       | Islas Marianas | Juegos del Pacífico 2023 |
| 30-11-2023 | Honiara     | Tuvalu          | 4:1       | Islas Marianas | Juegos del Pacífico 2023 |
| 06-04-2024 | Saipán      | Islas Marianas  | 2:2       | Guam           | Partido amistoso         |
| 07-04-2024 | Koblerville | Islas Marianas  | 2:1       | Guam           | Partido amistoso         |
| 21-12-2024 | Saipán      | Islas Marianas  | 1:2       | Guam           | Partido amistoso         |
| 23-12-2024 | Saipán      | Islas Marianas  | 0:8       | Guam           | Partido amistoso         |

## Palmarés
- Juegos de la Micronesia (1): 1998.

## Entrenadores
- Jeff Korytoski (2007)[8]
- Jason Higgins (2007–2008)[8][9]
- Nicolas Swaim (2008)[8][10]
- Sugao Kambe (2009)[11]
- Kiyoshi Sekiguchi (2010–2011)[11]
- Koo Luam Khen (2013)[12]
- Johann Noetzel (2013)[13]
- Kiyoshi Sekiguchi (2014–2017)[14]
  -  Johann Noetzel (2015)[15]
- Michiteru Mita (2017–presente)[2]